# Oumar Diakité
Oumar Diakité (Bingerville, 20 de diciembre de 2003) es un futbolista marfileño que juega como delantero en el Stade de Reims de la Ligue 2.

## Trayectoria
Llegó a Red Bull Salzburgo en 2022 procedente del equipo marfileño ASEC Mimosas. Mientras se entrenaba con la selección nacional de Costa de Marfil en junio de 2022, se rompió el peroné.
En junio de 2023 fichó por el Stade de Reims francés y firmó un contrato por cinco años.

## Estadísticas

### Clubes
Actualizado al último partido disputado el 3 de noviembre de 2024.
| Club                         | Div.          | Temporada     | Liga  | Liga  | Liga   | Copas nacionales | Copas nacionales | Copas nacionales | Copas internacionales | Copas internacionales | Copas internacionales | Total | Total | Total  |
| Club                         | Div.          | Temporada     | Part. | Goles | Asist. | Part.            | Goles            | Asist.           | Part.                 | Goles                 | Asist.                | Part. | Goles | Asist. |
| ---------------------------- | ------------- | ------------- | ----- | ----- | ------ | ---------------- | ---------------- | ---------------- | --------------------- | --------------------- | --------------------- | ----- | ----- | ------ |
| ASEC Mimosas Costa de Marfil | 1.ª           | 2021-22       | 0     | 0     | 0      | 2                | 1                | 0                | 4                     | 1                     | 0                     | 6     | 2     | 0      |
| ASEC Mimosas Costa de Marfil | Total club    | Total club    | 0     | 0     | 0      | 2                | 1                | 0                | 4                     | 1                     | 0                     | 6     | 2     | 0      |
| F. C. Liefering · Austria    | 2.ª           | 2021-22       | 12    | 3     | 4      | —                | —                | —                | —                     | —                     | —                     | 12    | 3     | 4      |
| F. C. Liefering · Austria    | 2.ª           | 2022-23       | 23    | 9     | 4      | —                | —                | —                | —                     | —                     | —                     | 23    | 9     | 4      |
| F. C. Liefering · Austria    | Total club    | Total club    | 35    | 12    | 8      | 0                | 0                | 0                | 0                     | 0                     | 0                     | 35    | 12    | 8      |
| Stade de Reims Francia       | 1.ª           | 2023-24       | 28    | 5     | 1      | —                | —                | —                | —                     | —                     | —                     | 28    | 5     | 1      |
| Stade de Reims Francia       | 1.ª           | 2024-25       | 9     | 2     | 1      | 0                | 0                | 0                | —                     | —                     | —                     | 9     | 2     | 1      |
| Stade de Reims Francia       | Total club    | Total club    | 37    | 7     | 2      | 0                | 0                | 0                | 0                     | 0                     | 0                     | 37    | 7     | 2      |
| Total carrera                | Total carrera | Total carrera | 72    | 19    | 10     | 2                | 1                | 0                | 4                     | 1                     | 0                     | 78    | 21    | 10     |

## Palmarés

### Títulos internacionales
| Título                    | Equipo          | Sede            | Año  |
| ------------------------- | --------------- | --------------- | ---- |
| Copa Africana de Naciones | Costa de Marfil | Costa de Marfil | 2023 |